# Arsak II. Partski
Arsak II. Partski/Artaban I. (perzijski اردوان يکم‎) je bio vladarom Partskog Carstva.  Bio je iz dinastije Arsakida. Vladao je od 211. pr. Kr. do 191. pr. Kr. Povijesne ga knjige na latinskom jeziku spominju u obama oblicima imena.
Zbog konfuzije koju stvara to što ga izvori bilježe dvama imenima, pravac nasljeđivanja nije u potpunosti jasan. Artabanov ujak Arsak I. osnovao je 247. pr. Kr. dinastiju. Brat Arsaka I. Tiridat I. ga je možda izravno naslijedio, a uzeo je ime Arsak kao svi drugi Arsakidi kad su bili okrunjeni. Pitanje je tko je naslijedio, jer ništa nije epigrafski potvrđeno: je li Artaban (odnosno Arsak II.) naslijedio svog ujka Arsaka I. ili svog oca Tiridata I. (odnosno Arsaka II.).
209. pr. Kr. seleukidski kralj Antioh III. Veliki ponovo je zauzeo Partiju, nakon što ju je prethodno vratio od Seleukovića Arsak I. i Parni oko 247. pr. Kr. Arsak II. molio je za mir nakon poraza u bitci na planini Labusu.
Mirovni uvjeti koje je Arsak prihvatio bili su da je Arsak prihvatio feudatorni status i od onda je vladao Partijom i Hirkanijom vazalnom državom Seleukovića. Antioh se je zauzvrat povukao sa svojim postrojbama zapadno, gdje se mogao angažirati u ratovima protiv Rimljana te poslije prepustiti odbjeglo Partsko Carstvo baviti se samim sobom.
Arsaka II. naslijedio je njegov sin Frijapatije.